# Castelnovo del Friuli
Die Gemeinde Castelnovo del Friuli (furlanisch Cjistielgnûf) liegt in Nordost-Italien in der Region Friaul-Julisch Venetien. Sie liegt nördlich von Pordenone und hat 827 Einwohner (Stand 31. Dezember 2023).
Die Nachbargemeinden sind Clauzetto, Pinzano al Tagliamento, Tramonti di Sotto, Travesio und Vito d’Asio.
Die Gemeinde hat eine Fläche von 22,59 Quadratkilometern. Der Haltepunkt Castelnovo del Friuli lag an der Bahnstrecke Gemona del Friuli–Sacile.